# Möslestadion
Das Möslestadion ist ein Fußballstadion im Stadtteil Waldsee der baden-württembergischen Großstadt Freiburg im Breisgau. Benannt ist es nach seiner Lage im Gewann Mösle. Das Stadion war von 1922 bis 2000 die Spielstätte des Freiburger FC. Es ist die Heimat der Fußballschule des SC Freiburg. Bis 2021 war es Spielort der zweiten Herrenmannschaft sowie von 2008 bis 2021 der Frauenmannschaft des Sport-Club. Die Bundesligaspiele der A- (U19) und B-Junioren (U17) des SC Freiburg finden hier statt.

## Geschichte
Das Gelände mit momentan 5468 Plätzen wurde nach Plänen des Architekten Philipp Müller für den Freiburger FC, Deutscher Fußballmeister von 1907, gebaut. Am 1. Oktober 1922 wurde das Stadion mit dem Spiel Freiburger FC gegen die Stuttgarter Kickers eröffnet.
Am Abend des 29. Juli 1932 um 18.30 Uhr, war das Stadion Kulisse für einen Wahlkampfauftritt Adolf Hitlers, den späteren Reichskanzler.
1953 zerstörte ein Brand die Haupttribüne, die 1954 neugebaut wurde. Der Zuschauerrekord stammt vom 9. Dezember 1956, als die Partie der Fußball-Oberliga Süd zwischen dem Freiburger FC und dem 1. FC Nürnberg 25.000 Zuschauer anlockte.
Nach dem sportlichen Niedergang und einhergehenden finanziellen Problemen des Freiburger FC übernahm der Lokalrivale SC Freiburg das Möslestadion am 13. Januar 2000 für seine Fußballschule. Im September 2001 wurde die Freiburger Fußballschule an die bestehende Tribüne gebaut.
Von Juni bis August 2013 wurde das Stadion für etwa 500.000 Euro renoviert, um die Lizenzierungsauflagen des DFB zu erfüllen. Die „wegen ihres dokumentarischen und exemplarischen Werts“ denkmalgeschützte Tribüne mit ihren Holzbänken wurde restauriert, die Stehränge und der Zaun um das Spielfeld erneuert und der Rasen ausgetauscht.
Die Sportstätte fasst heute 5468 Zuschauer. Es besteht aus einem durchgehenden Stehrang, der die Süd-, Ost- und Westseite umrundet und aus einem zweiten Stehrang, der die Nordseite begrenzt. Oberhalb der Stehplätze auf der Südtribüne finden außerdem noch 1000 Zuschauer Sitzplätze auf der überdachten Haupttribüne einen Platz. Die Stehplätze auf der Ost- und Westseite hinter den Toren sind gesperrt.
Zur Saison 2021/22 zog die zweite Herrenmannschaft des SC Freiburg nach ihrem Aufstieg in die 3. Liga in das Dreisamstadion. Ende September 2021 trug die Profi-Herrenmannschaft ihr letztes Bundesligaspiel an der Dreisam aus und zog in das neu gebaute Europa-Park-Stadion. Daraufhin wechselten auch die Frauen vor ihrem zweiten Heimspiel der Bundesliga-Saison 2021/22 in das Dreisamstadion.

## Anbindung
Das Möslestadion befindet sich zwischen den Haltepunkten Freiburg-Wiehre und Freiburg-Littenweiler an der Höllentalbahn. Die Haltestelle Musikhochschule der Straßenbahnlinie 1 befindet sich ca. 10 Gehminuten entfernt. Dort befindet sich auch eine Station des Fahrradverleihsystems Frelo.

## Galerie

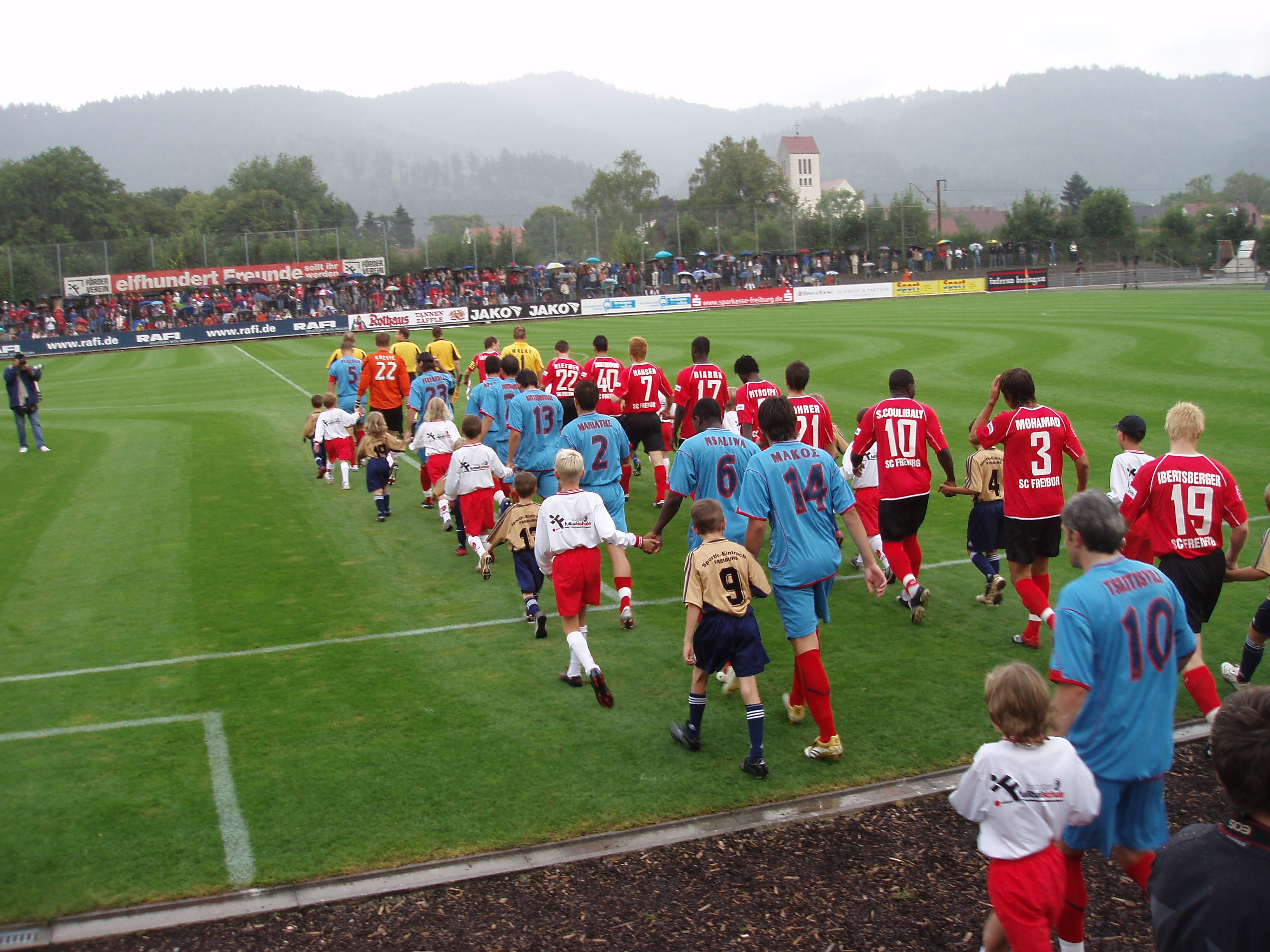
Möslestadion bei der Saisoneröffnung 2006